# Upper Marlboro
La ville américaine d’Upper Marlboro est le siège du comté du Prince George, dans l’État du Maryland. Sa population s’élevait à 631 habitants lors du recensement de 2010, estimée à 669 habitants en 2016.

## Personnalités liées
- Bryon Allen,
- Jonathan Boucher (en),
- Thomas Fielder Bowie (en),
- John Carroll (évêque),
- Thomas John Claggett (en),
- Jeff Dowtin,
- Markelle Fultz,
- Khyree Jackson (en),
- Charles Clagett Marbury (en),
- Victor Oladipo,
- Lansdale Ghiselin Sasscer (en),
- Marcus Thornton (basket-ball, 1993),
- Melo Trimble,
- Iyanla Vanzant,
- Chase Young,

## Source
- (en) Cet article est partiellement ou en totalité issu de l’article de Wikipédia en anglais intitulé « Upper Marlboro, Maryland » (voir la liste des auteurs).